# Vilkpėdė

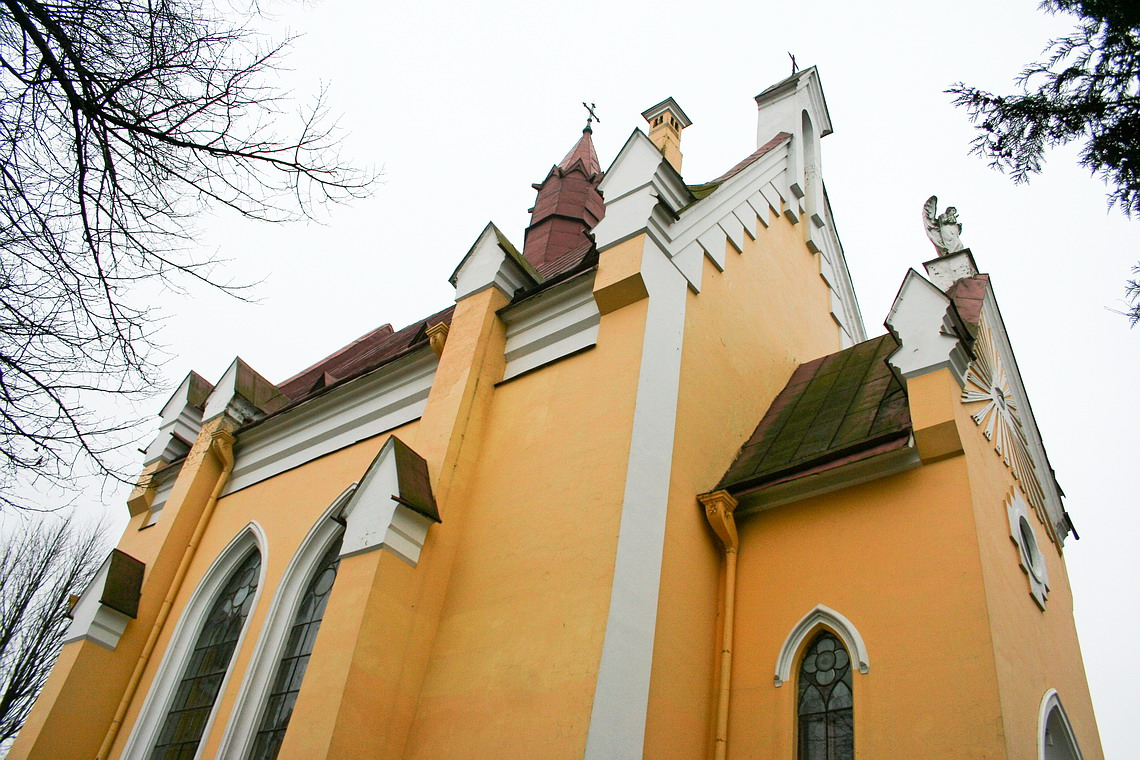
Kirche

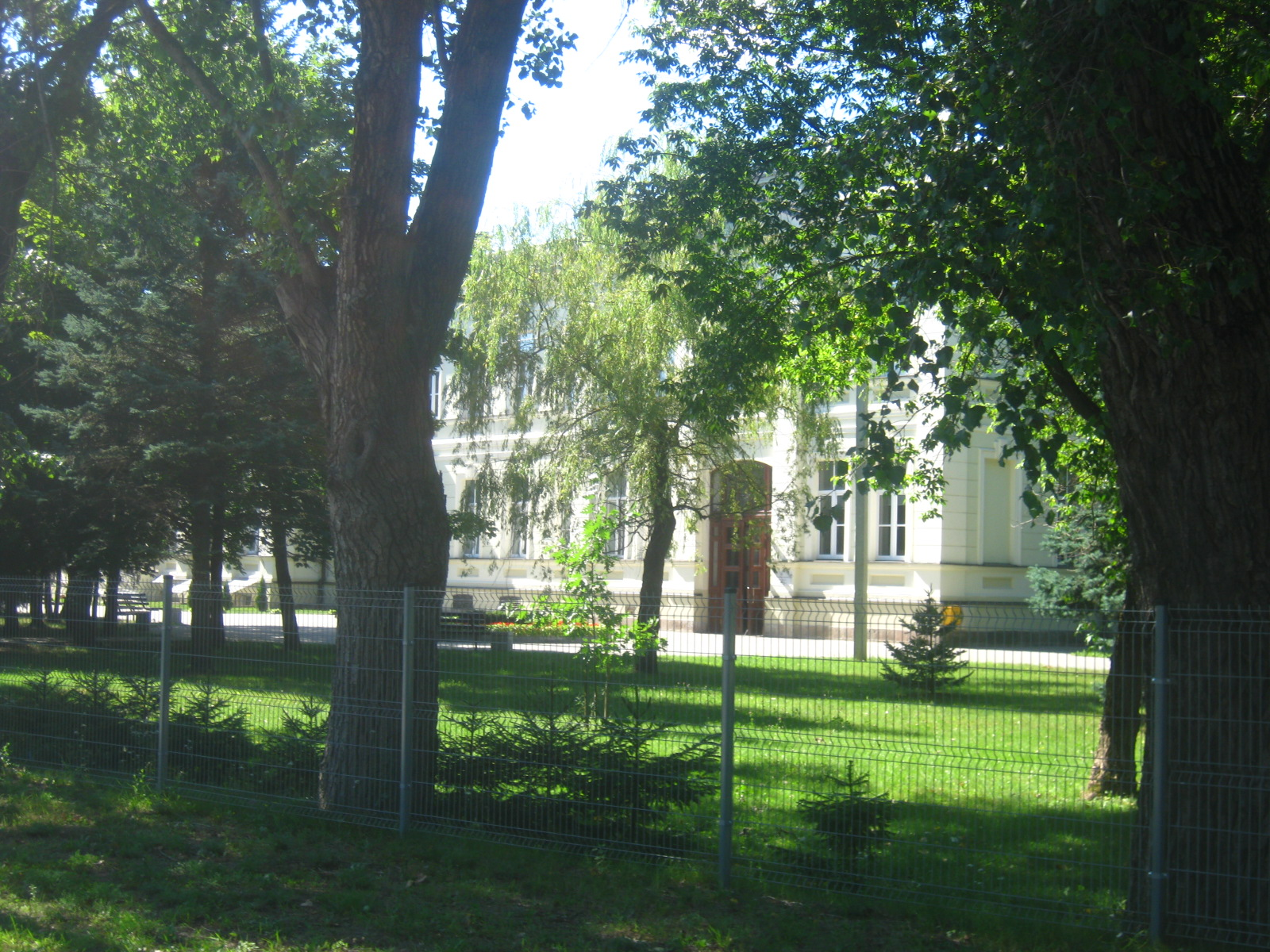
Krankenhaus Vilkpėdė

Vilkpėdė ist ein Stadtteil der litauischen Hauptstadt Vilnius, südwestlich von Naujamiestis, am linken Ufer der Neris. Es befindet sich im Amtsbezirk Vilkpėdė.
Es gibt Herz-Jesu-Kirche Vilnius (gebaut 1913), Vingio-Park, Termofikationskraftwerk, Möbelfabrik, der Hauptsitz von Valstybinių miškų urėdija, das Krankenhaus Vilkpėdė (gegründet 1912). Im Stadtteil wohnen 24.749 Einwohner (2001).